# Edwardsia beautempsii
Edwardsia beautempsii is een zeeanemonensoort uit de familie Edwardsiidae. Edwardsia beautempsii werd in 1842 voor het eerst wetenschappelijk beschreven door Armand de Quatrefages.